# Ahmad al-Nasiri
Abu-l-Abbàs Xihab-ad-Din Àhmad ibn Khàlid ibn Hammad an-Nassirí as-Salawí, més conegut simplement com a Àhmad an-Nassirí, fou un historiador marroquí nascut a Salé el 20 d'abril de 1835 i mort a la mateixa ciutat el 13 d'octubre de 1897. És considerat l'escriptor marroquí més important del segle xix.
Ja una mica gran, amb uns 40 anys, fou notari i intendent de les terres de l'estat i després va ocupar altres càrrecs de certa importància. Després de viure a Casablanca, Marràqueix, Mazagan, Tànger i Fes, va retornar a Salé on es va dedicar a l'ensenyament. Va morir el 1897 després de fer uns últims retocs de la seva obra.
Els seus avantpassats havien fundat l'orde sufí dels Nasiriyya al segle xvii.

## Obra
La seva obra cabdal és el Kitab al-istiksa li-akhbar duwal al-Maghrib al-aksa (acabada el 15 de maig de 1881), una història general del Marroc que es va publicar al Caire en 4 volums el 1894. Un dels volums (dinastia alàwida) fou traduït al francès per E. Fumey, a París el 1906 i 1907; la resta fou traduït també a Paris entre el 1923 i el 1935.
També va escriure:
- un comentari de la Shamakmakiyya (poema d'Ibn al-Wannan) titulat Zahr al-afnan min hadikat Ibn al-Wannan
- Tazim al-minnna bi nusrat al-Sunna (sobre les moltes divisions de l'islam)
- Nasiriyya, una monografia de la casa suposadament xarifiana dels Nasiriyya (a la qual pertanyia)
- Talat al-mushtari fi l-nasab al-djafari, traduït per M. Bodin com "La Zauïa de Tamegrout", una història de la zawiyya de Tamgrut.